# Diospyros hillebrandii
Diospyros hillebrandii là một loài thực vật có hoa trong họ Thị. Loài này được (Seem.) Fosberg mô tả khoa học đầu tiên năm 1936.